# Aleksandr Usjakov
Aleksandr Usjakov (russisk: Александр Кириллович Ушаков , tr. Aleksandr Kirillovitj Usjakov ; født 24. februar 1920 i Lomovka i Tula oblast i Sovjetunionen, død i 30. oktober 1992 i Moskva) var en russisk officer og dekoreret krigshelt og diplomat.
Fra 1926 til 1938 boede han i Novokusnetsk. Under 2. verdenskrig var han officer i de selvkørende artilleriregimenter, hvor han opnåede status som krigshelt for indsats under kampe ved Kameenets-Podolsk, hvor han ledte en panserenhed, der i løbet af fire dage i marts 1944 nedkæmpede ni tyske kampvogne, herunder seks Tigre.. For bedriften modtog han flere  og modtog flere ordener, herunder Sovjetunionens Helt og Leninordenen.
Efter krigen forlod han den røde hær og fik arbejde i Sovjetunionens udenrigshandelstjeneste. Han var i 1952-54 udstationeret i Danmark. 